# Chester (Virgínia Ocidental)
Chester é uma cidade localizada no estado norte-americano de Virgínia Ocidental, no Condado de Hancock.

## Demografia
Segundo o censo norte-americano de 2000, a sua população era de 2592 habitantes.
Em 2006, foi estimada uma população de 2397, um decréscimo de 195 (-7.5%).

## Geografia
De acordo com o United States Census Bureau tem uma área de
2,5 km², dos quais 2,5 km² cobertos por terra e 0,0 km² cobertos por água.

## Localidades na vizinhança
O diagrama seguinte representa as localidades num raio de 8 km ao redor de Chester.